# Josef Meinrad
Josef Meinrad (Viena, Austria, 21 de abril de 1913-Großgmain, Austria, 18 de febrero de 1996) fue un actor teatral, cinematográfico y televisivo austríaco.

## Biografía
Su verdadero nombre era Josef Moučka. Era el menor de los cuatro hijos del conductor de tranvía Franz Moučka y su segunda esposa, Katharina. Una vez cursados sus estudios primarios entre 1919 y 1924, obtuvo una plaza en el Gymnasium  de la Congregación del Santísimo Redentor en Katzelsdorf.
En un principio, Meinrad quería ser sacerdote, pero dejó el seminario en 1929 para hacer un aprendizaje comercial en una fábrica de pinturas. Al mismo tiempo tomaba clases en la escuela teatral Kestranek, haciéndose así actor.
En 1930 actuó por vez primera ante el público en el Festival Hans Sachs en Korneuburg. A pesar de hacer otros papeles teatrales, continuó su formación comercial, trabajando hasta 1935 como aprendiz. A partir de 1936 actuó en los escenarios con mayor asiduidad, y en el otoño de 1939 fue contratado por el Teatro Die Komödie. Tras un breve período en el Burgtheater, desde diciembre de 1940 hasta septiembre de 1944 trabajó con las tropas en el Deutschen Theater de Metz.

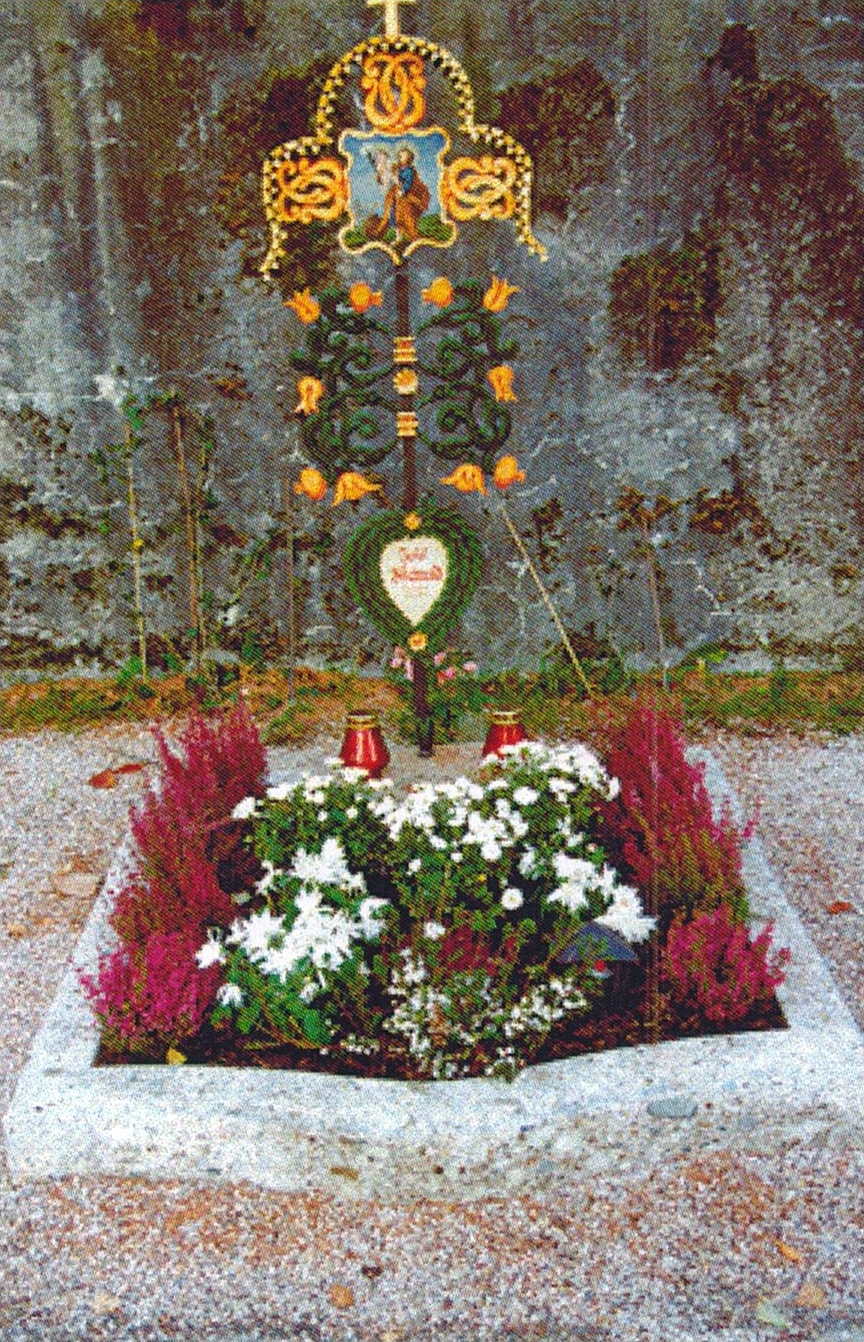
La tumba de Josef Meinrad y Germaine Renée Clement en el Cementerio de Großgmain

El 22 de octubre de 1945 estaba de nuevo en los escenarios vieneses. En julio de 1947 actuó en el Festival de Salzburgo, y en octubre de ese mismo año fue contratado por el Burgtheater, siendo miembro de la compañía hasta los 65 años de edad, en 1978. Entre 1947 y 1983 hizo un total de 195 papeles en el Burgtheater, ganándose la fama interpretando textos de Johann Nestroy y Ferdinand Raimund. Casi todos los años actuó en el Festival de Salzburgo y en el Bregenzer Festspiele, además de actuar en otros escenarios. Una de sus grandes actuaciones teatrales fue como Don Quijote en el musical El hombre de la Mancha, de Dale Wasserman, estrenado en Alemania el 4 de enero de 1968 en el Theater an der Wien. Meinrad obtuvo en 1959 el Anillo de Iffland (que pasó después a Bruno Ganz).
Los papeles de Meinrad en el cine y en la televisión fueron modestos en comparación con su fama como actor teatral. Ganó fama principalmente gracias a las tres películas sobre Sissi, protagonizadas por Romy Schneider, y en las cuales encarnó al Coronel Böckl, ayudante de la Emperatriz.
Meinrad tuvo su último estreno teatral el 17 de abril de 1983 interpretando a Theodor en la obra de Hugo von Hofmannsthal. En abril de 1987 actuó por última vez en el Bürgersaalkirche de Múnich con el monólogo Ich schweige nicht, en el cual tomaba el papel del padre Rupert Mayer. 
Josef Meinrad , falleció el 18 de febrero de 1996 en Großgmain, Austria, a causa de un cáncer. Fue enterrado en el Cementerio de Großgmain. había estado casado desde el 11 de abril de 1950 con la francesa Germaine Renée Clement, la cual falleció en agosto de 2006 y fue enterrada junto a él.

## Filmografía (selección)
- 1947 : Die Welt dreht sich verkehrt
- 1947 : Triumph der Liebe
- 1948 : Der Prozeß
- 1948 : Rendezvous im Salzkammergut
- 1949 : Das Siegel Gottes
- 1949 : Mein Freund, der nicht nein sagen kann
- 1950 : Der Wallnerbub
- 1950 : Es schlägt 13
- 1950 : Der Theodor im Fußballtor
- 1950 : Erzherzog Johanns große Liebe
- 1951 : Eva erbt das Paradies
- 1952 : 1. April 2000
- 1953 : Der Verschwender
- 1954 : Weg in die Vergangenheit
- 1954 : Geld aus der Luft
- 1954 : Kaisermanöver
- 1954 : Pepi Columbus (documental)
- 1955 : Sissi
- 1955 : Um Thron und Liebe
- 1955 : Don Giovanni
- 1955 : Die Deutschmeister
- 1955 : Der Kongreß tanzt
- 1956 : Opernball
- 1956 : Sissi Emperatriz
- 1956 : Die Trapp-Familie
- 1957 : August, der Halbstarke
- 1957 : Familie Schimek
- 1957 : Die unentschuldigte Stunde
- 1957 : Auf Wiedersehen, Franziska!
- 1957 : Sissi – Schicksalsjahre einer Kaiserin
- 1958 : Solang’ die Sterne glüh’n
- 1958 : Rendezvous in Wien
- 1958 : Man ist nur zweimal jung
- 1958 : Die Trapp-Familie in Amerika
- 1958 : Die Halbzarte
- 1959 : Die schöne Lügnerin
- 1959 : Bezaubernde Arabella
- 1961 : Der Bauer als Millionär
- 1961 : Napoléon II L’Aiglon
- 1963 : El cardenal
- 1963 : Liliom (telefilm)
- 1963 : Der Verschwender (Theater an der Wien)
- 1964 : Der Verschwender (Neue Thalia Film Wien)
- 1965 : Don Quijote von der Mancha (miniserie TV)
- 1965 : Klaus Fuchs – Geschichte eines Atomverrats (telefilm)
- 1966–1972 : Pater Brown (serie TV)
- 1967 : Der Tod läuft hinterher (miniserie TV)
- 1971 : Der Kommissar (serie TV), episodio Langankes Verwandte
- 1973 : Was Ihr wollt (telefilm)
- 1974 : Der Räuber Hotzenplotz
- 1974 : Die schöne Helena (telefilm)
- 1975 : Der Kommissar (serie TV), episodio Der Tod des Apothekers
- 1977 : Gaslicht (telefilm)
- 1980 : Ringstraßenpalais (serie TV)
- 1981 : Das Traumschiff (serie TV)
- 1983 : Waldheimat (serie TV)
- 1983 : Das Traumschiff (serie TV)
- 1984 : Die Fledermaus (telefilm)
- 1984 : Der Unbestechliche (telefilm)
- 1984–1985 : Der Sonne entgegen (serie TV)
- 1986 : Herschel und die Musik der Sterne (telefilm)
- 1988 : Der Vorhang fällt (telefilm)
- 1993 : Ora et labora (serie TV)

## Premios
- 1955 : Nombramiento como actor de cámara
- 1959 : Anillo de Iffland
- 1961 : Premio Blue Ribbon
- 1963 : Medalla Kainz
- 1963 : Cruz de Honor de 1.ª Clase de Austria para la Ciencia y el Arte
- 1973 : Miembro honorario del Burgtheater de Viena
- 1980 : Anillo de honor de la ciudad de Bregenz
- 1983 : Anillo Ferdinand Raimund del Ministerio de Educación, Arte y Cultura
- 1983 : Anillo de honor de la ciudad de Viena
- 1985 : Anillo Johann Nestroy